# Lakemoor
Lakemoor – wieś w Stanach Zjednoczonych, w stanie Illinois, w hrabstwie McHenry.